# 10222 Klotz
10222 Klotz (1997 UV10) là một tiểu hành tinh vành đai chính được phát hiện ngày 29 tháng 10 năm 1997 bởi C. Buil ở Ramonville.